# Sampy

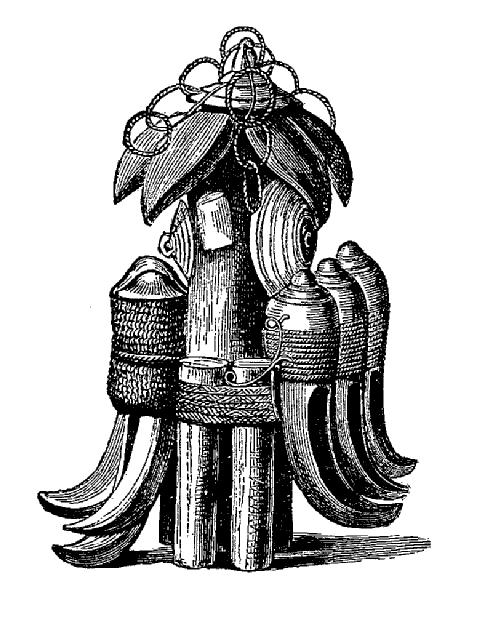
Jeder Sampy bestand aus unterschiedlichen Materialien.

Ein Sampy ist ein Amulett oder Idol mit religiöser und oft auch politischer Bedeutung, das bei vielen ethnischen Gruppen in Madagaskar verbreitet ist. Amulette nahmen einen wichtigen Platz im Volksglauben ein. Ody beispielsweise waren persönliche Amulette, denen Schutzfunktion und Kraftwirkungen für den Träger zugesprochen wurden. Diese "einfachen" Amulette wurden von Menschen aller Kasten getragen. Im Gegensatz dazu wurden als Sampy nur Amulette bezeichnet, die auf die ganze Gesellschaft wirken sollten. Sie unterschieden sich äußerlich jedoch kaum von den Ody. Die Sampy wurden oft personifiziert, bekamen eigene Wohnungen mit Dienern, die ihnen zu Gebot standen.
Im 16. Jahrhundert trug König Ralambo von den Merina zwölf der bedeutendsten und mächtigsten Sampy aus den umliegenden Stammesgebieten zusammen und institutionalisierte eine besondere Beziehung zwischen Sampy und Herrscher: während früher der Sampy vor allem ein Werkzeug in der Gewalt des Anführers war, wurden die Amulette die göttlichen Beschützer der Herrscher und des Wohlergehens des Staates. Dazu gehörte, dass die Herrschaftsfolge nicht unterbrochen wurde und die jeweiligen Herrscher den Sampy den nötigen Respekt erwiesen. Ralambo stärkte seine Position und seine Legitimation dadurch, dass er die zwölf bedeutendsten Sampy (12 als Heilige Zahl) sammelte.
Das Tantara ny Andriana eto Madagasikara überliefert eine Geschichte über die Einführung der Idole in Imerina. Nach der Legende, kam eines Tages eine Frau, "Kalobe" nach Imerina. Sie trug ein kleines Objekt mit sich, dass in Bananenblätter und Gras eingewickelt war. Sie war aus einem Dorf bei Isondra im Gebiet von Betsileo gekommen. Ihr Dorf war durch ein Feuer zerstört worden und sie lief nur Nachts, um dem König das Objekt zu überreichen, das sie als Kelimalaza ("den kleinen Berühmten") bezeichnete. Dabei erweckte sie den Eindruck, dass es nichts weniger als der größte Schatz des Landes sei. Ralambo nahm den Sampy auf und baute in einem nahegelegenen Dorf ein Haus für das Idol. Danach wählte er eine Gruppe von Adepten aus, die unter der Anleitung von Kalobe die Geheimnisse von Kelimalaza erlernen sollten. Die Überlieferung sagt, dass man Kalobe "verschwinden ließ", nachdem die Schüler genug gelernt hatten. Es sollte verhindert werden, dass sie sich mit dem wertvollen Idol davon machte.

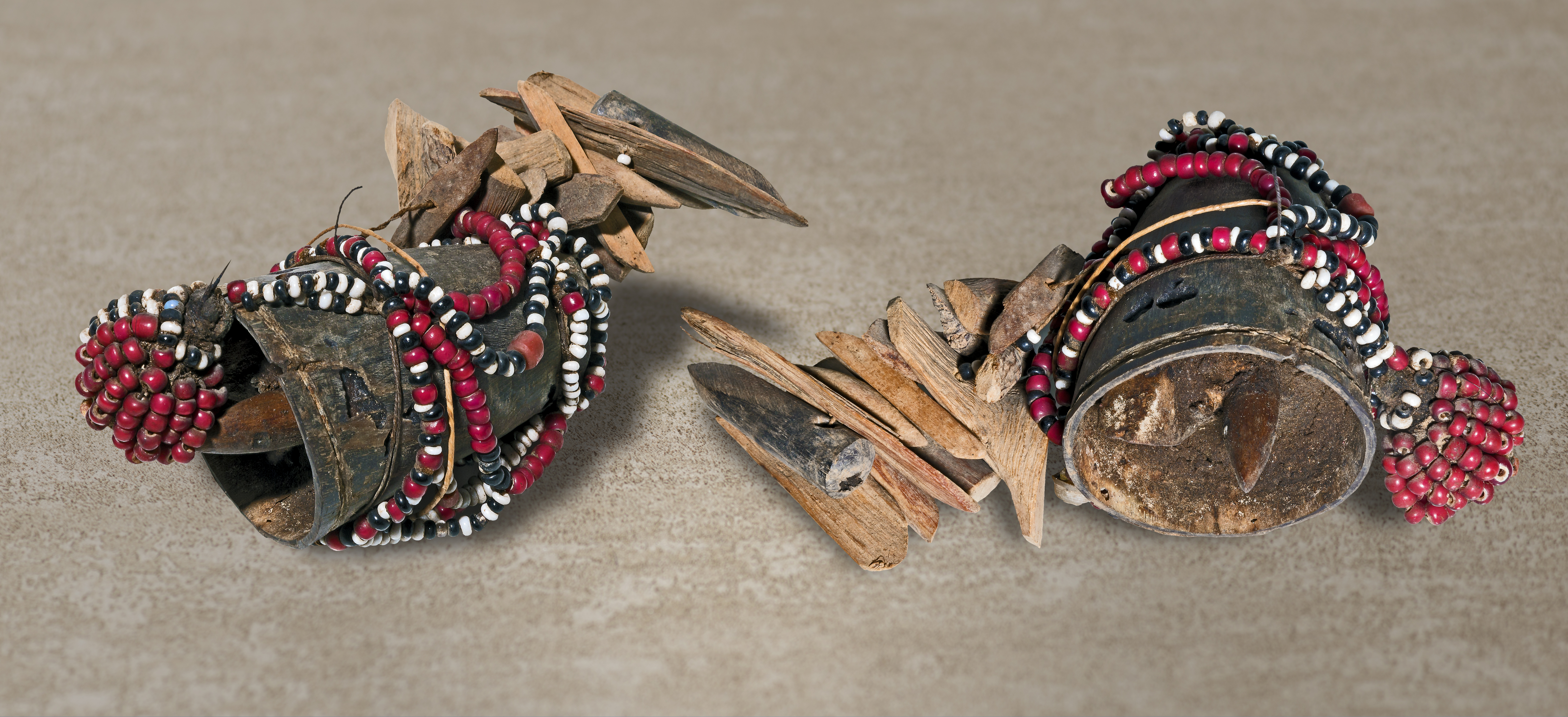
Ein Ody aus Horn, Holz, Perlen und Muscheln

Bald darauf, so fährt die Legende fort, bereitete eine Gruppe von Sakalava (oder Vazimba) einen Angriff auf Alasora vor, das damals Ambohipeno genannt wurde. Ralambo verkündete, es sei ausreichend ein faules Ei auf die Krieger zu werfen, Kelimalaza würde für den Rest sorgen. Das Ei wurde geworfen, traf einen Krieger an der Stirn und tötete ihn auf der Stelle. Sein Körper fiel auf den nächsten Krieger und tötete diesen, der wiederum den nächsten berührte und so weiter, bis alle getötet waren. Dadurch war für die Menschen von Merina die Macht von Kelimalaza als Beschützer des Königreichs bewiesen. Auch bei einer Belagerung von Ambohimanambola wurde Kelimalaza angerufen. Daraufhin sei ein starker Hagelsturm aufgekommen, der die Feinde auslöschte.
Der Ehrenplatz, den Ralambo dem Kelimalaza einräumte, ermutigte andere ihre Sampys zu Ralambo zu bringen. Schon lange waren diese von den Antaimoro eingeführt worden. Nach Kelimalaza kam Ramahavaly, dem Macht über Schlangen und Abwehr von Angriffen nachgesagt wurde, dann Manjakatsiroa, der das Königtum schützen sollte und zum Favoriten von Ralambo wurde; dann Rafantaka, dem Schutz vor Verwundungen und Tod nachgesagt wurde; und weitere, die von den Antaimoro stammten. eine Ausnahme bildete Mosasa, der von den Tanala-Waldmenschen im Osten stammte. In der Folge nahm die Popularität von Sampys im Dienst von weniger einflussreichen Personen immer mehr zu: Beinahe jeder Dorfchef und viele Familien legten sich eigene Sampy zu und beanspruchten deren Macht und Schutz.
Allerdings setzte auch eine Gegenbewegung ein. Die lokalen Sampy wurden am Ende der Herrschaft von Andrianjaka, Ralambos Sohn, zerstört oder auf den Status von Ody herabgestuft, so dass nur zwölf mächtige Sampy, die so genannten Sampin'andriana (die königlichen Sampy) im Besitz des Königs übrig blieben. Die Sampin'andriana wurden durch die "Halter der Sampy" betreut, die von den Königen oft um Rat gefragt wurden und die bis zum Ende des 19. Jahrhunderts zu einflussreichen Machtfaktoren geworden waren. Die Sampy wurden verehrt, bis Königin Ranavalona II. anlässlich ihrer öffentlichen Konversion zum Christentum sie 1869 in einem Feuer zerstörte.